# Verdy Kawasaki 1999
Questa voce raccoglie le informazioni riguardanti il Verdy Kawasaki nelle competizioni ufficiali della stagione 2000.

## Stagione
Nel tentativo di rilanciare la squadra e di salvare la società dalla pesante situazione debitoria, la Yomiuri concentrò il pacchetto finanziario del Verdy Kawasaki negli azionisti di Nippon Television, che decisero di ricostruire la rosa eliminando gran parte dei giocatori della vecchia guardia (furono ceduti o si ritirarono Kōichi Hashiratani, Ruy Ramos e i fratelli Miura) e promuovendo degli elementi provenienti dalla Japan Football League. Dopo un inizio incerto, con l'eliminazione della squadra al secondo turno della Coppa di Lega, nella prima metà del campionato il Verdy Kawasaki fu in grado di lottare per l'accesso in finale mancandolo per due punti e, alla fine della stagione (conclusasi con un sesto posto in J. League), giunse sino alle semifinali di Coppa dell'Imperatore dove rimediò una pesante sconfitta contro il Sanfrecce Hiroshima.

## Maglie e sponsor
La Nike modifica il motivo delle divise, sostituendo il nero con il bianco. Lo sponsor ufficiale è Konami.
| Manica sinistra · Maglietta · Maglietta · Manica destra · Pantaloncini · Calzettoni | Manica sinistra · Maglietta · Maglietta · Manica destra · Pantaloncini · Calzettoni |  |

## Rosa
| N. |                     | Ruolo | Calciatore         |
| -- | ------------------- | ----- | ------------------ |
| 1  | Giappone (bandiera) | P     | Shinkichi Kikuchi  |
| 2  | Giappone (bandiera) | D     | Takuya Yamada      |
| 3  | Brasile (bandiera)  | D     | Júlio César        |
| 4  | Giappone (bandiera) | C     | Kentarō Hayashi    |
| 5  | Giappone (bandiera) | D     | Atsushi Yoneyama   |
| 6  | Giappone (bandiera) | D     | Tadashi Nakamura   |
| 6  | Giappone (bandiera) | C     | Yūji Hironaga      |
| 7  | Giappone (bandiera) | C     | Takahiro Yamada    |
| 8  | Giappone (bandiera) | C     | Tsuyoshi Kitazawa  |
| 9  | Giappone (bandiera) | A     | Keisuke Kurihara   |
| 10 | Giappone (bandiera) | C     | Takayuki Yamaguchi |
| 11 | Brasile (bandiera)  | C     | Jefferson          |
| 12 | Giappone (bandiera) | D     | Takayuki Nishigaya |
| 13 | Giappone (bandiera) | C     | Masakazu Senuma    |
| 14 | Brasile (bandiera)  | D     | Henrique           |
| 15 | Giappone (bandiera) | D     | Kōichi Sugiyama    |

| N. |                     | Ruolo | Calciatore          |
| -- | ------------------- | ----- | ------------------- |
| 16 | Giappone (bandiera) | D     | Kazuya Iio          |
| 17 | Giappone (bandiera) | C     | Yoshiyuki Kobayashi |
| 18 | Giappone (bandiera) | A     | Takuya Takagi       |
| 19 | Giappone (bandiera) | P     | Kiyomitsu Kobari    |
| 20 | Giappone (bandiera) | C     | Naoki Makino        |
| 21 | Giappone (bandiera) | P     | Kenji Honnami       |
| 22 | Giappone (bandiera) | D     | Yūji Nakazawa       |
| 23 | Giappone (bandiera) | A     | Hiroaki Tanaka      |
| 24 | Giappone (bandiera) | D     | Yusuke Mori         |
| 25 | Giappone (bandiera) | C     | Keiji Ishizuka      |
| 26 | Giappone (bandiera) | A     | Kazunori Iio        |
| 27 | Giappone (bandiera) | A     | Kazuki Hiramoto     |
| 32 | Giappone (bandiera) | A     | Naoto Sakurai       |
| 33 | Giappone (bandiera) | D     | Masahiro Endō       |
| 34 | Giappone (bandiera) | D     | Kenichiro Tokura    |
| 35 | Giappone (bandiera) | A     | Hayato Yano         |

## Statistiche

### Statistiche di squadra
| Competizione          | Punti | Totale | Totale | Totale | Totale | Totale | Totale | DR |
| Competizione          | Punti | G      | V      | N      | P      | Gf     | Gs     | DR |
| --------------------- | ----- | ------ | ------ | ------ | ------ | ------ | ------ | -- |
| J. League Division 1  | 49    | 30     | 17     | 2      | 11     | 43     | 43     | 0  |
| Nabisco Cup           | -     | 4      | 1      | 1      | 2      | 5      | 8      | -3 |
| Coppa dell'Imperatore | -     | 3      | 2      | 0      | 1      | 9      | 10     | -1 |
| Totale                | -     | 37     | 20     | 3      | 14     | 57     | 60     | -3 |

### Statistiche dei giocatori
| Giocatore      | J. League D1 | J. League D1 |
| Giocatore      | Presenze     | Reti         |
| -------------- | ------------ | ------------ |
| M. Endo        | 3            | -            |
| K. Hayashi     | 29           | 7            |
| Henrique       | 16           | 2            |
| K. Honnami     | 29           | -            |
| K. Hiramoto    | 6            | 1            |
| Y. Hironaga    | 5            | -            |
| K. Iio         | 1            | -            |
| K. Iio         | 4            | -            |
| K. Ishizuka    | 17           | 3            |
| Jefferson      | 21           | 3            |
| J. César       | 5            | -            |
| T. Kitazawa    | 28           | 4            |
| K. Kobari      | 1            | -            |
| Y. Kobayashi   | 30           | 2            |
| K. Kurihara    | 24           | 6            |
| N. Makino      | 2            | -            |
| Y. Mori        | 1            | -            |
| Taka. Nakamura | 27           | 1            |
| Taku. Nakamura | 6            | -            |
| Y. Nakazawa    | 28           | 1            |
| T. Nishigaya   | 21           | 3            |
| N. Sakurai     | 14           | 4            |
| M. Senuma      | 1            | -            |
| K. Sugiyama    | 26           | 1            |
| T. Takagi      | 18           | 2            |
| K. Tokura      | 2            | -            |
| T. Yamada      | 29           | 3            |
| H. Yano        | 2            | -            |
| T. Yamaguchi   | 4            | -            |
| A. Yoneyama    | 29           | 2            |